# Stobart Air
Stobart Air, legalmente costituita come Comhfhorbairt (Gaillimh) Limited e in precedenza denominata Aer Arann, era una compagnia aerea regionale irlandese con sede in Dublino. Stobart Air operava servizi di linea con le livree di Aer Lingus Regional. Inoltre, Stobart Air aveva basi operative a Cork e Dublino per quanto riguarda i voli effettuati per conto di Aer Lingus Regional, Londra - Aeroporto di Southend e all'Isola di Man per quanto riguarda i voli effettuati per conto di Flybe.

## Storia
Il 19 marzo del 2014, la compagnia aerea regionale Aer Arann annunciò che avrebbe cambiato la propria denominazione sociale in Stobart Air entro la fine dell'anno. Stobart Air è di proprietà della società Everdeal Holdings Limited, controllata per il 45% dal Gruppo Stobart; per il 42% dalla Invesco; per l'8% dalla Cenkos Securities; e per il 5 % da Pádraig Ó Céidigh, ex presidente della Aer Arann. Il Gruppo Stobart ha un'opzione per acquisire il controllo completo della compagnia aerea, portando l'attuale quota di partecipazione di un ulteriore 55% fino a raggiungere il 100%.
Il 25 marzo del 2014, inoltre, Stobart Air ha annunciato l'intenzione di diversificare le attività e di non operare esclusivamente per conto di Aer Lingus. La compagnia, infatti, ha annunciato la sottoscrizione di un accordo quinquennale con Flybe che prevede l'effettuazione di sei tratte verso l'Europa settentrionale e il Benelux a partire dal 5 giugno 2014. È stato inoltre annunciato nel mese di novembre 2014, che Stobart Air avrebbe operato anche due rotte, da Cardiff a Edimburgo e Parigi-Orly, per conto di CityJet a partire dal 1º dicembre 2014.
Il 21 febbraio 2019 entrava a far parte del consorzio di controllo di British European Airways. Ciò non sarebbe bastato a frenare i disavanzi, aggravati dall'ormai avvolgente pandemia COVID-19. L'11 giugno 2021 la società cessava definitivamente le attività di volo.

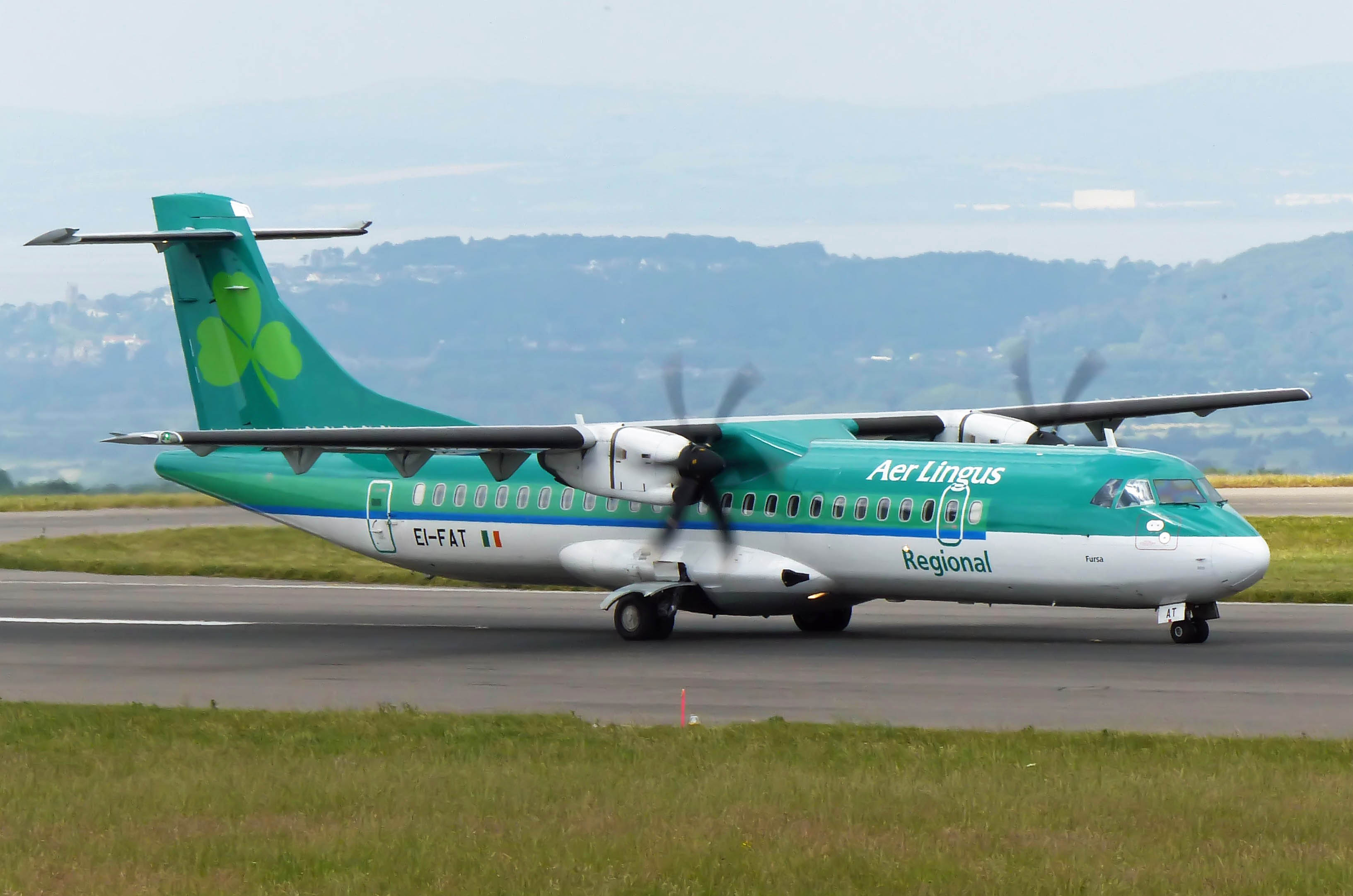
ATR 72-600 della Stobart Air con livrea della Aer Lingus Regional

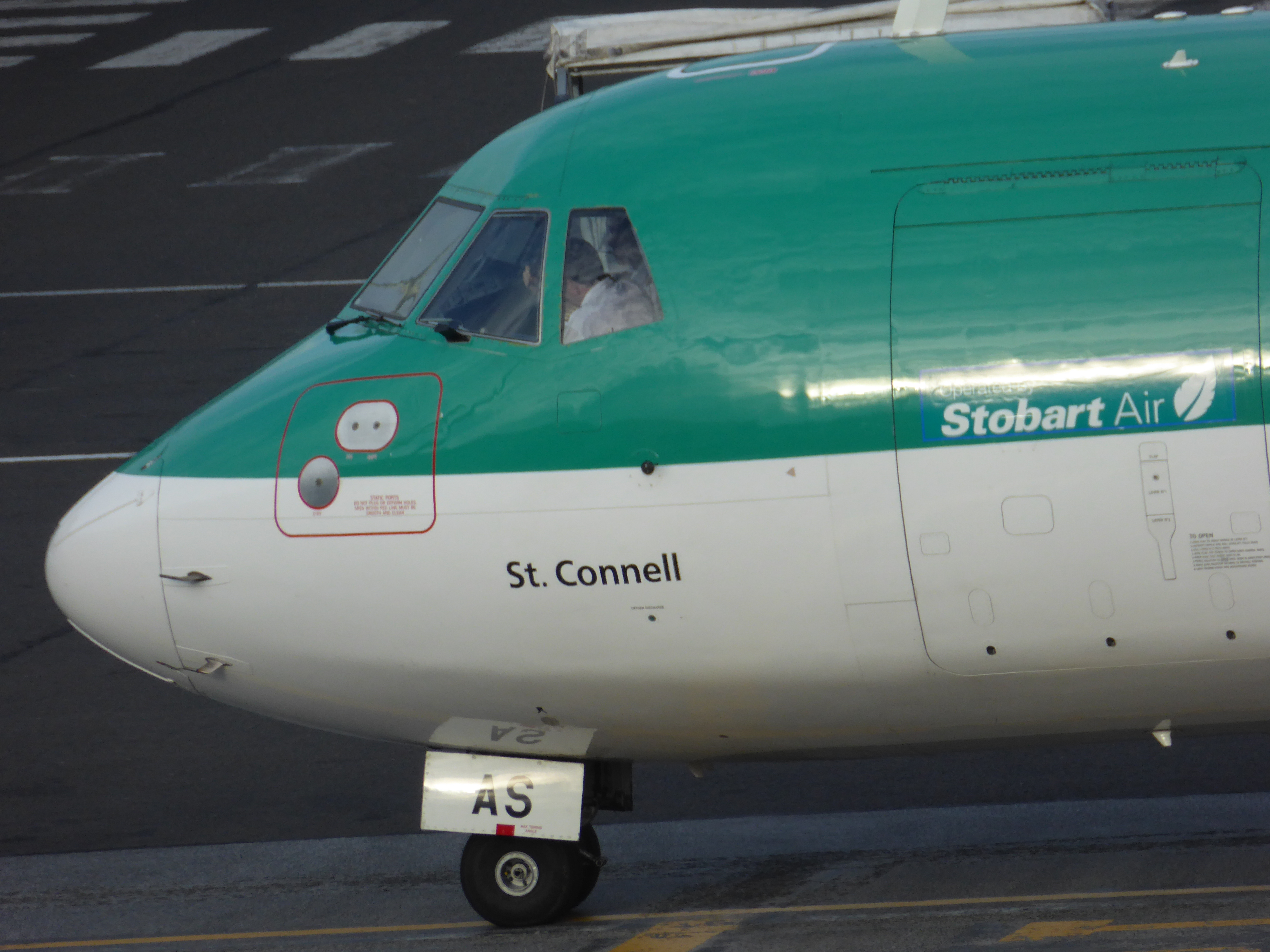
ATR 72-600 della Stobart Air con livrea della Aer Lingus Regional

## Flotta
Ad aprile 2020, la flotta della Stobart Air comprende i seguenti aerei:
| Aereo       | In servizio | Ordini | Passeggeri | Note                                                       |
| ----------- | ----------- | ------ | ---------- | ---------------------------------------------------------- |
| ATR 42-600  | 1           | —      | 48         | Operati per conto di Aer Lingus Regional.                  |
| ATR 72-600  | 15          | —      | 72         | 9 operati per conto di Aer Lingus Regional. EI-FCZ stored. |
| Embraer 190 | 2           | —      | 98         |                                                            |
| Totale      | 18          | —      |            |                                                            |